# Bangsbo Fort
Bangsbo Fort er et militært område beliggende umiddelbart syd for Frederikshavn og Pikkerbakken.
Området ligger ca. 80 meter over havets overflade og fortets kanoner ligger i ca. 60-70 meters højde.
Fortet blev bygget af den tyske kriegsmarine i 1940, og blev i 1944 primært bevæbnet med fire 15 cm Bofors/Krupp kanoner fra artilleriskibet Niels Juel. Dets formål var at beskytte den vigtige havn i Frederikshavn, som tyskerne brugte til transport til og fra Norge samt som base for deres aktiviteter i Kattegat og Skagerrak 
I 1945 overtog Søværnet fortet, og råder stadig over området. I tidsrummet 1952-62 oplevede fortet sin danske storhedstid som fort under Den kolde krig.
Tyskerne støbte under 2. verdenskrig ca. 70 betonanlæg på fortet. Omkring 1950 støbte Søværnet yderligere 10 betonanlæg. Alle anlæg eksisterer endnu den dag i dag, og et antal af dem anvendes af MOC - Maritimt Overvågningscenter (tidl. Kattegats Marinedistrikt), der holder til i den sydlige del af fortet i et indhegnet og bevogtet område.

## Offentlig adgang
Området har gennem årtier været benyttet af forsvaret, og dermed været lukket for publikum. Den 29. september 1991 rettede daværende formand for AOF Daghøjskole i Frederikshavn, Bjarne Krogh-Pedersen, imidlertid en skriftlig henvendelse til Søværnet, Frederikshavn Kommune og Bangsbo Museum om at etablere et samarbejde om
- En åbning af området for offentligheden.
- En istandsættelse af en eller flere af Niels Juels Kanoner, etableret som et daghøjskoleforløb for langtidsledige.
- En formidling af de museumsmæssige installationer på området.

Dette resulterede i første omgang i en renovering af to af de stærkt medtagne kanonbunkers, etableret som et AOF-daghøjskoleforløb. Herefter blev den videre udvikling lagt i hænderne på Bangsbo Museum, som i samarbejde med Søværnet har fået etableret et museum. Som adgang til området stod Frederikshavn kommune for at etablere Dronningestien fra Møllehuset til fortet. Via stien blev det muligt at besøge området.
Siden 2005 har Bangsbo Museum alene drevet den del af fortet, som Søværnet ikke anvender og Bangsbo Fort er i dag en af de fem permanente museumsinstitutioner i Nordjyllands Kystmuseum. Museet er kontinuerligt i gang med at videreudvikle og formidle området. Ved den endelige åbning af området i 2005 fik museet også skabt mulighed for kørende trafik til fortet. Museet bekoster hele vedligeholdsen af området, også for det publikum som bruger området for naturens skyld.[kilde mangler]
Fra fortet er der en imponerende udsigt ud over Frederikshavn og Kattegat. I klart vejr kan man se både Sæby, Skagen og Læsø.
Det er tilladt at færdes til fods på store dele af området. Kørsel inde på området er tilladt frem til p-plads halvvejs inde på området. For gæster til museet og ærinder til søværnet er det tilladt at køre helt ind på området.